# Amos Anderson Művészeti Múzeum
Az Amos Anderson Művészeti Múzeum (finnül: Amos Andersonin taidemuseo, svédül: Amos Andersons konstmuseum, angolul: Amos Anderson Art Museum) Finnország legnagyobb magán művészeti múzeuma, amely Helsinki központjában található. Az intézmény gyűjteménye, elsősorban az 1900-as és a 2000-es évek finn művészeinek és főként a kortárs művészet alkotásait mutatja be.

## Története

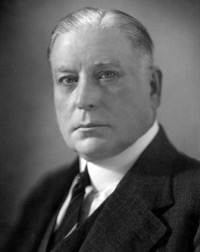
A múzeum alapítója Amos Anderson 1940-ben.

A múzeum épülete eredetileg Amos Valentin Anderson (1878-1961) egy svéd nyelvű lapkiadó tulajdonosa, országgyűlési képviselő és mecénás régi lakóháza volt, amelyet Wäinö Gustaf Palmqvist építész (1882-1964) tervezett 1913-ban.
Kezdetben a múzeum a alsó emeleten volt, Amos Anderson lakása pedig a felső emeleten. Anderson halála után az egész épületet múzeummá alakították át, amely 1965-ben nyílt meg a látogatók előtt. Jelenleg a hat szintes épület összes emeletét a múzeum foglalja el.

## Gyűjtemények, kiállítások
Anderson a művészetek rajongója és nagylelkű támogatója volt, a múzeum alapját saját gyűjteménye képezte. Végrendeletében vagyonát a Konstsamsfundet nevű alapítványra hagyta, mely fenntartja a jelenleg 6000 darabból álló gyűjteményt. A múzeumban többek között Francesco Bassano, Paul Signac, Louis Valtat, Roger Elliot Fry, Alfred Finch, Ragnar Ekelund, Magnus Enckell, Eero Nelimarkka, Tyko Sallinen és más neves finn festők művei láthatók. A festményeken kívül szobrok, rajzok, grafikák és fényképek is szerepelnek a kiállítási tárgyak között, de a látogatók megismerkedhetnek bútorokkal, textil-, üveg- és kerámiatárgyakkal is. Az állandó kiállítás mellett időszaki kiállításokat is szerveznek. Az eredeti gyűjtemény az idők folyamán számos, többek által adományozott műalkotásokkal gyarapodott.

## Jövőbeli tervek
A múzeum 2013-ban bejelentette, hogy a Fórum bevásárlóközponthoz kapcsolódó múzeumi épület kiállítótermeit kiterjesztik, a közelben lévő Lasipalatsi (Üvegpalota) pláza terén, a föld alatt. Az építkezés a tervek szerint három évet fog igénybe venni és a becslések szerint mintegy 50 millió euróba fog kerülni. A nemzetközileg is jelentős múzeum célja, hogy évente legalább 100 ezer látogatót vonzzon. Az építkezés 2016 januárjában indult és az új múzeumot Amos Rex néven, várhatóan 2018 első felében fogják megnyitni.

## Magyar vonatkozások
Az időszaki kiállításokon számos magyar csoportos és egyéni kiállítás is volt a múzeumban:
1977-ben a „Mai magyar textilművészet” című csoportkiállításon, Droppa Judit, Gecser Lujza, Hübner Aranka, Pauli Anna, Péreli Zsuzsa, Szilágyi Júlia, Szilvitzky Margit és Szuppán Irén textilművészek részvételével volt magyar témájú kiállítás. Egyéni kiállítása volt ebben a múzeumban Nemes Endre festő, grafikusnak, (1969) és Popovits Zoltán szobrászművésznek (2016).

## Külső hivatkozások
- Amos Anderson Art Museum honlapja[halott link]